# Siege of the Unseen
Siege of the Unseen (titlu original: Siege of the Unseen, titluri alternative: The Chronicler, The Three Eyes of Evil) este un roman science fiction scris în 1946 de scriitorul canadian A. E. van Vogt. Prima apariție sub acest titlu a avut loc ca o ediție dublă Ace 1959 cu The World-Swappers de John Brunner.

## Rezumat
„Un al treilea ochi era clar vizibil. Pleoapa era închisă de un surplus de materie lipicioasă, dar brusc și-a dat seama că pulsa cu o percepție vagă a luminii...” Tânărul om de afaceri Michael Salde descoperă că are un al treilea ochi în urma unei tăieturi pe frunte cauzată de un accident de mașină.
Prin acest ochi, el va avea acces la o lume alternativă în care se dezlănțuie o bătălie pentru puterea unui oraș. Pentru Slade, acel al treilea ochi șocant a marcat intrarea lui într-o nouă dimensiune ciudată a terorii și aventurii - o nouă lume înfricoșătoare care avea să se înfășoare în jurul lui pentru totdeauna.